# Kerminsaari (ö i Päijänne-Tavastland)
Kerminsaari är en ö i Finland. Den ligger i sjön Enonvesi och i kommunerna Heinola, Mäntyharju och Pertunmaa och landskapen  Päijänne-Tavastland och Södra Savolax, i den södra delen av landet, 150 km nordost om huvudstaden Helsingfors. Öns area är omkring 400 kvadratmeter och dess största längd är 30 meter i sydväst-nordöstlig riktning.